# Katarzyna Perez
Katarzyna Izabela Perez – polska ekonomistka, dr hab. nauk ekonomicznych, profesor uczelni, pracownik Instytutu Finansów Uniwersytetu Ekonomicznego w Poznaniu.

## Życiorys
W 2001 ukończyła studia w zakresie finansów, bankowości i ubezpieczeń w Akademii Ekonomicznej w Poznaniu, 16 września 2005 obroniła pracę doktorską Rozwój rynku funduszy wspólnego inwestowania w Polsce, 11 października 2013 habilitowała się na podstawie pracy zatytułowanej Efektywność funduszy inwestycyjnych. Podejście techniczne i fundamentalne. 
Została zatrudniona na stanowisku profesora nadzwyczajnego i kierownika w Katedrze Polityki Pieniężnej i Rynków Finansowych na Wydziale Ekonomii Uniwersytetu Ekonomicznego w Poznaniu (obecnie w Instytucie Finansów).
Piastuje funkcję profesora Uniwersytetu Ekonomicznego w Poznaniu. 